# Мойш Григорій Теодорович
Григорій Теодорович Мойш,  (нар. 10 травня 1894, с. Біла Церква, Тячівський район, Закарпатська область — пом. 1960?, Фізешу-Герлій, повіт Клуж, Румунія ) —  український політичний діяч, депутат Сойму Карпатської України, священик Румунської греко-католицької церкви.

## Життєпис

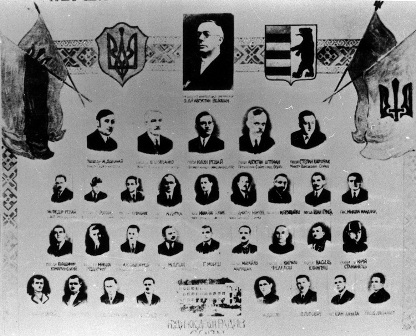
Посли Сойму Карпатської України.
По центру: Президент Карпатської України о. Августин Волошин; Перший ряд зліва направо: Микола Долинай, Юлій Бращайко, Юліян Ревай, Августин Штефан, Степан Клочурак; Другий ряд: Федір Ревай, Степан Росоха, Леонід Романюк, Августин Дутка, Михайло Тулик, Дмитро Німчук, Михайло Бращайко, Іван Грига, Микола Мандзюк; Третій ряд: Володимир Комаринський, Микола Різдорфер, Антон Ернест Олдофреді, Мілош Дрбал, Григорій Мойш, Михайло Марущак, Кирило Феделеш, Василь Климпуш, о. Юрій Станинець; Четвертий ряд: Василь Щобей, Іван Ігнатко, Юрій Пазуханич, Іван Перевузник, Адальберт Довбак, Петро Попович, Іван Качала, Василь Лацанич

Народився 10 травня 1894 у селі Біла Церква (тепер Тячівський район Закарпатської області) у румунській родині учителя. Навчався у народній школі, Мараморош-Сиґетському ліцеї, у Сегеді. Теологічну освіту здобув у м. Блажі. Одружився з донькою священика. 
У 1918 році був призначений парохом, а 1925 переведений на роботу в с. Роминешть Сату-Марського повіту. На прохання єпископа Марамороша, 1931 р. повернувся до рідної Білої Церкви, де прожив і пропрацював весь чехословацький період. 

### ПосолСойму Карпатської України
12 лютого 1939 року був обраний депутатом сойму Карпатської України, брав участь у засіданнях, які відбулися 15 березня 1939.
Обраний на засіданні Сойму до складу культурно-освітньої комісії.  
Після окупації Карпатської України жив і працював у Білій Церкві до жовтня 1945 р. Разом із дружиною виховали трьох дітей – двох синів і доньку.

### Репресії комуністичного уряду Румунії
Григорій Мойш переховувався з родиною від радянських військ на румунському березі Тиси, де і залишився. 1946 року його призначили парохом у с. Фірмініш. Коли у 1948 румунська комуністична влада розпочала ліквідацію греко-католицької церкви, служба безпеки стала переслідувати його, примушуючи перейти у православну віру. У таких умовах священик перейшов на нелегальне становище й опинився у м. Сату-Маре, де лікарем-офтальмологом працював його син Траян. Тут на квартирі сім’ї Нухі правив службу за участю черниць.
У листопаді 1948 р. у с. Арініші, де працював священиком його син Лівіу-Флавію, жандарми заарештували деяких вірян, у тім числі сина й доньку Г. Мойша, намагаючись дізнатися, де переховувався їх батько, який уже перебрався у м. Біксад до далекого родича, де продовжив пасторську діяльність.
1949 р. повернувся в Арініш, де жила родина, і далі відправляв літургії. Саме тут його затримала служба безпеки. Після декількох днів звільнила при умові, що припинить пасторську діяльність, але цього він не здійснив.
У грудні 1958 р. його заарештували. У серпні наступного року сім’я дістала повідомлення, що 14 вересня відбудеться суд військового трибуналу. Григорія Мойшу звинувачували у підбурюванні проти румунської держави і у зв’язках із Ватиканом. Та головна провина полягала в тому, що не хотів відмовлятися від греко-католицької віри. Суд у м. Бая-Маре засудив його на 14 років ув’язнення за підбурювання проти держави й підпільну діяльність. Після касаційної скарги вирок знизили до 8 років.
6 січня 1961 сім’я дізналася, що глава родини помер і похований у містечку Фізешу Герлій. На могилі замість хреста – кілочок із номером в’язня. 